# Rüppershausen
Rüppershausen (mundartlich Rebberschhause oder Rebbaschause) ist ein Stadtteil von Bad Laasphe im nordrhein-westfälischen Kreis Siegen-Wittgenstein.

## Geographische Lage
Rüppershausen liegt im Bereich „Auf den Höfen“, einem von landwirtschaftlichen Flächen geprägten Teil der Stadt Bad Laasphe im oberen Lahntal, die ansonsten überwiegend bewaldet ist. Wanderwege führen von hier aus beispielsweise zum Hohen Haupt oder auf die Leimstruth. Felder und Wiesen werden nach wie vor landwirtschaftlich genutzt. Eine besondere Attraktion ist die „Alte Braache“ mit einer schönen Festhalle, die von den Einwohnern selbst errichtet wurde. Rüppershausen liegt 3 km entfernt von Feudingen und 6 km von Erndtebrück.

## Geschichte
Im Jahr 1365 wurde der Ort als Ruprachtishusen erstmals urkundlich genannt. 1538 gehört Rüppershausen zum Haus Wittgenstein. Im Jahr 1692 wird die Schneide- und Mahlmühle erbaut. Das Dorf besteht jetzt aus 5 Häusern. Im 18. Jahrhundert gehört der Ort zum Amt Erndtebrück. Heute hat der Ort etwa 250 Einwohner.
Am 1. Januar 1975 wurde die Gemeinde Rüppershausen in die Stadt (Bad) Laasphe eingegliedert.

### Einwohnerentwicklung
- 1692: 005 Häuser
- 1819: 117 Einwohner in 14 Häusern
- 1961: 254 Einwohner[1]
- 1970: 298 Einwohner[1]
- 1974: 276 Einwohner[2]
- 2007: 250 Einwohner